# Підводні човни типу «Ленінець»
| Підводні човни типу «Ленінець» | Підводні човни типу «Ленінець»                                           | Підводні човни типу «Ленінець»                                           |
| ------------------------------ | ------------------------------------------------------------------------ | ------------------------------------------------------------------------ |
|                                |                                                                          |                                                                          |
|                                |                                                                          |                                                                          |
| Л-4 «Гарибальдієць»            |                                                                          |                                                                          |
| Під прапором                   | СРСР                                                                     | СРСР                                                                     |
| Спуск на воду                  | 1933—1942 рр. (25 човнів)                                                | 1933—1942 рр. (25 човнів)                                                |
| Виведений зі складу флоту      | 1941—1959 рр.                                                            | 1941—1959 рр.                                                            |
| Проєкт                         |                                                                          |                                                                          |
| Тип ПЧ                         | Підводний мінний загороджувач                                            | Підводний мінний загороджувач                                            |
| Головний конструктор           | Малінін Б. М.                                                            | Малінін Б. М.                                                            |
| Основні характеристики         |                                                                          |                                                                          |
| Швидкість (надводна)           | 14,5 вузлів (28 км/год)                                                  | 14,5 вузлів (28 км/год)                                                  |
| Швидкість (підводна)           | 8,3 вузла (16 км/год)                                                    | 8,3 вузла (16 км/год)                                                    |
| Робоча глибина занурення       | 75 м                                                                     | 75 м                                                                     |
| Гранична глибина занурення     | 90 м                                                                     | 90 м                                                                     |
| Автономність плавання          | 28 діб                                                                   | 28 діб                                                                   |
| Екіпаж                         | 54 осіб                                                                  | 54 осіб                                                                  |
| Розміри                        |                                                                          |                                                                          |
| Довжина найбільша (по КВЛ)     | 78 м                                                                     | 78 м                                                                     |
| Ширина корпусу найб.           | 7,2 м                                                                    | 7,2 м                                                                    |
| Середня осадка (по КВЛ)        | 3.96 м                                                                   | 3.96 м                                                                   |
| Водотоннажність надводна       | 1025 т                                                                   | 1025 т                                                                   |
| Водотоннажність підводна       | 1312 т                                                                   | 1312 т                                                                   |
| Озброєння                      |                                                                          |                                                                          |
| Артилерія                      | 1 х 102-мм/45 Б-2, 120 набоїв                                            | 1 х 102-мм/45 Б-2, 120 набоїв                                            |
| Торпедно- мінне озброєння      | Носові: 6 ТА калібру 533-мм (12 торпед). Кормові: 2 мінні труби, 20 мін. | Носові: 6 ТА калібру 533-мм (12 торпед). Кормові: 2 мінні труби, 20 мін. |
| ППО                            | 1 х 45-мм/46 21-К, 500 набоїв.                                           | 1 х 45-мм/46 21-К, 500 набоїв.                                           |

Підводні човни типу «Ле́нінець» — серія підводних мінних загороджувачів СРСР. Побудовано і передано флоту 24 човни цього проєкту, 1 затонув при буксируванні в недобудованому стані. Човни входили в усі флоти Радянського Союзу і брали активну участь у Другій світовій війні.

## Історія
Проєкт був запропонований вченим-кораблебудівником Б. М. Малініним, котрий передбачав розміщення в кормі міцного корпусу двох труб з 10 мінами у кожній. Це забезпечувало «сухе» зберігання мін до часу їх виставлення, коли труби затоплювалися, на відміну від ранніх проєктів, у котрих міни зберігалися в надбудові на палубі і могли здетонувати при атаці глибинними бомбами. За основу був взятий дореволюційний проєкт підводного мінного загороджувача «Краб», побудованого винахідником М. П. Нальтовим. Спочатку, згідно з програмою кораблебудування 1926 року, переобладнали в мінні загороджувачі два дореволюційних човни проєкту «Барс»: «Йорш» і «Форель». А також передбачалося побудова 6 човнів, три для Балтійського флоту і три для Чорноморського флоту.

## Конструкція
За конструкцією нові човни були подібними до човнів серії «Декабрист», продовженням розвитку цього проєкту. Але була застосована нова форма міцного корпусу — циліндра з конічними закінченнями замість веретеноподібної, що спростило технологічно його будівництво.

## Корпус
Міцний корпус був поділений перебірками на 6 відсіків. Одна перебірка була плоскою, а решта мали сферичну форму й були розрахованими на 6 атм. Змінили форму дверей з круглої на овальну.
Відмінністю ХІ серії було розділення кормового відсіку на дві частини й відповідно збільшення кількості відсіків до 7. Покращенням умов проживання і збільшенням довжини човна на 80 см. Акумуляторні ями виконали в герметичній конструкції.
Серія XIII будувалася для Тихоокеанського флоту, мала змішану клепано-зварну конструкцію, котра вирізнялася простотою і технологічністю. Кількість мін після модернізації зменшилася до 18 одиниць. Був збільшений артилерійський боєзапас з 122 до 150 снарядів калібру 100-мм, з 250 до 500 снарядів калібру 45-мм. Встановили висувні горизонтальні рулі. Поліпшилися умови проживання екіпажу. Збільшилася дальність плавання, а час швидкого занурення скоротився до 60 секунд.
Серія XIII-1938 (XIII-біс) була останньою в цьому проєкті й найбільш досконалою. Довжину зменшили на 2 метри. Знизилася шумність човна завдяки застосуванню під двигунами гумових амортизаторів. Збільшилася довжина мінних труб і відновлено кількість мін до 20. Нові дизелі 1-Д мали значно більшу потужність, 2000 к. с, що дозволило збільшити надводну швидкість до 18 вузлів (35 км/год).

## Енергетичне обладнання
Два дизелі потужністю кожний по 1100 к. с., два гребних електродвигуни потужністю по 600 к. с.
На човнах серії XIII-1938 (XIII-біс) були встановлені дизелі 1-Д потужністю 2000 к.с.

## Радіоелектронне і гідроакустичне обладнання
Обладнувалися гідролокатором «Дракон-129» (ASDIC).

## Експлуатація
- Човен Л-10 «Менжинець» у 1957 році першим в історії ВМФ СРСР здійснив дозаправку в морі, передавши паливо на човен Б-66 проєкту 611, котрий здійснював 75-добовий похід.

## Інциденти
- 5 вересня 1934 року стався вибух водню в акумуляторному відсіку на човні Л-2 «Сталінець», 6 людей загинули, 4 дістали поранення.
- 28 серпня 1934 року на човні Л-4 «Гарібальдієць» стався вибух водню, спричинений поганою вентиляцією акумуляторних ям, 5 людей загинуло 11 зазнали поранень.
- 10 лютого 1942 року човен Л-6 «Карбонарій» на переході з Новоросійська в Поті на повному ходу сів на підводне каміння біля мису Дооб і бухти Рибальської.
- 1952 року сталася пожежа в акумуляторній ямі на човні Л-11 «Свердловець». В 1953 році на човні проводилися випробування нової системи регенерації повітря. Після залягання на ґрунт, при температурі води +10 °C виявили підвищення температури повітря у відсіках. На четверту добу експерименту температура повітря у відсіках досягнула +30 °C, тому човну довелося сплисти, але жодних несправностей обладнання не виявилося, а винуватцем нагріву було гаряче джерело, на яке човен випадково ліг.
- 18 грудня 1944 року недобудований човен Л-25 був виведений на буксирі пароплава СП-31 з Очамчире в Поті. Через шторм буксир обірвався й човен дві доби дрейфував у морі, поки не затонув за 15 миль від мису Піцунда на глибині 633 метри.[1]

## Бойове використання
- Л-1 «Ленінець»[2] війна застала в капітальному ремонті на заводі в Ленінграді. У серпні 1941 року ремонт припинили, човен законсервували, екіпаж відправили в морську піхоту. 8 листопада 1941 човен зазнав ушкодження від влучень німецької артилерії. 27 грудня при огляді виявилося, що від ушкоджень човен сів на ґрунт. У 1944 році човен підняли але його відновлення вже не проводили.

- Л-2 «Сталінець» вночі проти 15 листопада 1941 року підірвався на трьох донних мінах, ідучи в складі конвою виставляти міни в Данцігській бухті.
- Л-3 «Фрунзенець» належить перше місце по сумарно потопленому тоннажу суден і кораблів у радянському ВМФ. 18 серпня 1942 двома торпедами потоплено шведське судно «C.F.Liljevalch» (5513 брт), 17 квітня 1945 року трьома торпедами потоплений німецький транспорт «Goya» (5230 брт), загинуло близько 7000 людей (командир В. Коновалов). За час війни ним виставлено 132 міни, на яких ймовірно підірвалося дві вітрильно-моторні шхуни, транспорт з 1000 військовополоненими, транспорт з вугіллям та навчальне судно.
- Л-4 «Гарібальдієць» зустрів війну в капітальному ремонті, але вже в серпні залучений до виставляння мін. До кінця 1941 року здійснив 7 бойових походів. У 1941 і 1942 рр. взяв участь у постачанні блокованого Севастополя. У травні 1944 року човен ушкодив торпедою транспорт «Фридерікс», що йшов до Севастополя проводити евакуацію німецьких військ. Виставив 200 мін, на яких підірвалися болгарський транспорт і, ймовірно, допоміжне судно. Артилерією потопив 3 турецьких шхуни і одну самохідну баржу.
- Л-5 «Чартист», з липня 1941 року по листопад 1942 року здійснив 12 бойових виходів і 6 транспортних рейсів у Севастополь (сумарно 87 і 20 діб). За цей час виконав 11 артилерійських стрільб і 10 мінних постановок. Виставив 178 мін, на яких зазнали ушкоджень два судна, 15 жовтня 1942 року БДБ «F-138» (затонув), 17 лютого 1943 року БДБ «F-473». Подальші воєнні роки провів у ремонті в Поті.
- Л-6 «Карбонарій» здійснив 12 бойових походів (сумарно 177 діб) і один транспортний рейс у блокований Севастополь (2 доби), 4 торпедні атаки з пуском 11 торпед і три мінних встановлень (60 мін). Потопив торпедами одне судно — німецький трофейний транспорт «Волга-Дон» з вантажем авіаційних боєприпасів біля Євпаторії.
- Л-11 «Свердловець» 22—30 серпня 1945 року здійснив похід, висадивши десант у кількості 61 особи в порту Маока, Сахалін, транспортував також 45-мм гармату.
- Л-12 «Молотовєць» 19—28 серпня 1945 року виконав бойовий похід, здійснивши дві торпедні атаки з випуском 6 торпед. Внаслідок другої атаки в точці з координатами 43°50′ пн. ш. 141°13′ сх. д. / 43.833° пн. ш. 141.217° сх. д. потоплено судно «Ogasawara Maru» (1403 брт).
- Л-15 здійснив 7 бойових походів (62 доби), здійснив 4 торпедні атаки, внаслідок чого, ймовірно, був потоплений 1 корабель, виконав 4 мінних постановки (72 міни), ймовірно, на них загинув 26 квітня 1944 сторожовий корабель «NH-24».
- Л-16 у 1942 році разом з човном Л-15 переведений для підсилення Північного флоту і 24 вересня вирушив з Петропавловська-Камчатського через Панамський канал у Полярний. 11 жовтня на підході до Панамського каналу був торпедований японським підводним човном I-25[3]
- Л-17 «Єжовець» здійснив 1 бойовий похід у серпні 1945 року, пробував вийти в торпедну атаку на японський тральщик, але виявив ворожий літак, тому від атаки відмовився.[4]
- Л-18 22—30 серпня 1945 року здійснив похід, висадивши десант у кількості 61 чоловіка в порту Маока, Сахалін, транспортував також 45-мм гармату.[5]
- Л-19 23 серпня 1945 року торпедував і потопив японський транспорт «Tetsugo Maru» (1 403 брт). 24 серпня загинув, точна причина невідома. Став останнім радянським підводним човном, що загинув у часи Другої світової війни.
- Л-20 здійснив 14 бойових походів, виконав 4 торпедні атаки, випустивши 21 торпеду. 1 січня 1943 року потопив транспорт Muansa (5472 брт). 1 лютого 1943 року потопив транспорт Othmarschen (7077 брт). Здійснив 11 мінних постановок, виставивши 216 мін.
- Л-21 здійснив 6 бойових походів (68 діб), виконав 8 торпедних атак, випустивши 23 торпеди, зробив 2 мінних встановлення, встановив 36 мін. Потопив торпедами шведське судно «Ганза» (493 брт)[6], сторожовик «V 2022». На виставлених ним мінах підірвався німецький транспорт «Ейхберг» (1923 брт), данський транспорт «Еліє» (1873 брт), і також міноносці Т-3 и Т-5 й підводний човен U-367[7]
- Л-22 здійснив 12 бойових походів (118 діб), виконав 3 торпедні атаки, випустивши 20 торпед, зробив 10 мінних постановок, встановив 200 мін. Пошкодив торпедами транспорт «Рюдесхаймер», на мінах підірвалося шпитальне судно «Бірка» (1000 брт) і катер-тральщик R64. У червні 1945 човен нагороджений орденом Червоного Прапора. В 1957 і 1958 роках використовувався для забезпечення випробування ядерної зброї на Новій Землі.[5]
- Л-23 здійснив 15 бойових походів (256 діб), виконав 3 торпедні атаки, випустивши 11 торпед, зробив 4 мінних постановки, встановивши 80 мін. Пошкодив торпедами німецький танкер «Оссаг» (2793 брт), причому атака проходила при штормі 5 балів, і торпеда, котра влучила, вискочила з води й вибухнула, вдарившись у надводній борт. На мінах, ймовірно, підірвався десантний корабель F121, що затонув під час буксирування. Човен також виконав 7 рейсів в оточений Севастополь, перевіз туди 363,3 тонни боєприпасів, 263,5 тонни продовольства, 73,6 тонни бензину і 9 людей. Також він вивіз з міста 165 людей. 1 січня 1944 року човен був виявлений німецькою десантною баржею F-539, яка обстріляла перископ човна з 20-мм гармати і скинула одну глибинну бомбу, що могло бути причиною загибелі човна.[8]
- Л-24 здійснив 4 бойових походи (71 доба), виконав 1 торпедну атаку, випустивши 2 торпеди, зробив 3 мінних постановки, встановивши 60 мін. Результатів не досягнув. Човен також виконав 4 рейси в оточений Севастополь, перевіз туди 220,3 тонни боєприпасів, 97,5 тонни продовольства, 98 тонн бензину і 9 людей. Також він вивіз з міста 54 людини. 12 грудня 1943 року вийшов у свій останній похід, з якого вже не повернувся. В 1991 році корпус човна був виявлений на дні болгарськими водолазами в точці з координатами, на глибині 59 метрів. Третій відсік по лівому борту має пробоїну від вибуху міни.[9]

## Представники
| Назва                                   | Місце будівництва (заводський номер)  | Закладений            | Спущений на воду      | Прийнятий флотом (Флот)    | Виведений з флоту                                                      |
| Представники серії ІІ                   | Представники серії ІІ                 | Представники серії ІІ | Представники серії ІІ | Представники серії ІІ      | Представники серії ІІ                                                  |
| --------------------------------------- | ------------------------------------- | --------------------- | --------------------- | -------------------------- | ---------------------------------------------------------------------- |
| Л-1 «Ленінець»                          | Ленінград (202/32)                    | 6 вересня 1929        | 28 лютого 1931        | 22 жовтня 1933 (БФ)        | 7 липня 1945                                                           |
| Л-2 «Сталінець»                         | Ленінград (196)                       | 6 вересня 1929        | 21 травня 1931        | 24 жовтня 1933 (БФ)        | 15 листопада 1941, підірвався на міні                                  |
| Л-3 «Фрунзенець»                        | Ленінград (197)                       | 6 вересня 1929        | 8 серпня 1931         | 5 листопада 1933 (БФ)      | 15 лютого 1971                                                         |
| Л-4 «Гарібальдієць»                     | Миколаїв (201)                        | 15 березня 1930       | 8 серпня 1931         | 8 жовтня 1933 (ЧФ)         | 17 лютого 1956                                                         |
| Л-5 «Чартист»                           | Миколаїв (202/32)                     | 15 березня 1930       | 5 червня 1932         | 30 жовтня 1933             | 29 грудня 1955                                                         |
| Л-6 «Карбонарій»                        | Миколаїв (201/33)                     | 15 квітня 1930        | 3 листопада 1932      | 9 травня 1933 (ЧФ)         | 5 червня 1944 потоплений                                               |
| Представники серії XI (II-біс)          |                                       |                       |                       |                            |                                                                        |
| Л-7 «Ворошиловець»                      | Ленінград-Владивосток (263)           | 10 квітня 1934        | 15 травня 1935        | 10 грудня 1936 (ТОФ)       | 3 квітня 1958                                                          |
| Л-8 «Дзержинець»                        | Ленінград-Владивосток (264)           | 10 квітня 1934        | 10 вересня 1935       | 29 грудня 1936 (ТОФ)       | 20 лютого 1959                                                         |
| Л-9 «Кіровець»                          | Ленінград-Владивосток (265)           | 1 червня 1934         | 25 серпня 1935        | 29 грудня 1936 (ТОФ)       | 20 лютого 1959                                                         |
| Л-10 «Менжинець»                        | Миколаїв-Владивосток (285)            | 10 червня 1934        | 18 грудня 1936        | 12 грудня 1937 (ТОФ)       | до 1967 зарядна станція                                                |
| Л-11 «Свердловець»                      | Миколаїв-Комсомольськ-на-Амурі (284)  | 10 червня 1934        | 4 грудня 1936         | 5 листопада 1938 (ТОФ)     | 20 лютого 1959                                                         |
| Л-12 «Молотовєць»                       | Миколаїв-Комсомольськ-на-Амурі (286)  | 10 червня 1934        | 7 листопада 1936      | 10 грудня 1938 (ТОФ)       | 20 лютого 1959, до 1964 навчальний, до 1983 в резерві                  |
| Представники серії XIII                 |                                       |                       |                       |                            |                                                                        |
| Л-13                                    | Ленінград-Комсомольськ-на-Амурі (273) | 25 квітня 1935        | 2 серпня 1936         | 2 жовтня 1938 (ТОФ)        | 1958, з 1956 був навчальним                                            |
| Л-14                                    | Ленінград-Комсомольськ-на-Амурі (274) | 25 квітня 1935        | 20 грудня 1936        | 10 жовтня 1938 (ТОФ)       | 1984, з 1959 навчальний                                                |
| Л-15                                    | Миколаїв-Комсомольськ-на-Амурі (305)  | 5 листопада 1935      | 26 грудня 1936        | 6 листопада 1938 (ТОФ, ПФ) | 1956                                                                   |
| Л-16                                    | Миколаїв-Комсомольськ-на-Амурі (306)  | 5 листопада 1935      | 9 липня 1937          | 6 листопада 1938 (ТОФ)     |                                                                        |
| Л-17 «Єжовець»                          | Миколаїв-Комсомольськ-на-Амурі (307)  | 25 лютого 1935        | 5 листопада 1937      | 5 червня 1939 (ТОФ)        | 2000, з 1958 навчальний УТС-85                                         |
| Л-18                                    | Ленінград-Комсомольськ-на-Амурі (275) | 30 грудня 1935        | 12 травня 1938        | 24 вересня 1939 (ТОФ)      | з 1958 навчальний УТС-85                                               |
| Л-19                                    | Ленінград-Комсомольськ-на-Амурі       | 26 грудня 1935        | 25 травня 1938        | 4 листопада 1939 (ТОФ)     | серпень 1945, загинув в Японському морі                                |
| Представники серії XIII-1939 (XIII-біс) |                                       |                       |                       |                            |                                                                        |
| Л-20                                    | Ленінград (302)                       | 10 червня 1938        | 14 квітня 1940        | 28 серпня 1942 (ПФ)        | 28 січня 1958, потоплений при випробувані ядерної зброї на Новій Землі |
| Л-21                                    | Ленінград (303)                       | 30 вересня 1938       | 30 липня 1939         | 11 серпня 1943 (БФ)        | 29 грудня 1955                                                         |
| Л-22                                    | Ленінград-(304)                       | 29 вересня 1938       | 25 вересня 1939       | 28 серпня 1942 (БФ)        | 21 травня 1959                                                         |
| Л-23                                    | Миколаїв (353)                        | 17 жовтня 1938        | 22 червня 1941        | 31 жовтня 1941 (ЧФ)        | лютий 1944, загинув, причина невідома                                  |
| Л-24                                    | Миколаїв (354)                        | 20 жовтня 1938        | 17 грудня 1940        | 29 квітня 1942 (ЧФ)        | 29 грудня 1942, загинув на міні                                        |
| Л-25                                    | Миколаїв (355)                        | 23 жовтня 1938        | 26 лютого 1941        | будівництво не закінчено   | 19 грудня 1944 затонув при буксируванні                                |